# Ratchet & Clank: Before the Nexus
Ratchet & Clank: Before the Nexus è un videogioco d'azione per Android e iOS pubblicato il 18 dicembre 2013. 
Il giocatore veste i panni di Ratchet e deve saltare tra le grindrails per raccogliere i bulloni (bolts) che possono essere utilizzati per aggiornare armi e armature. È stato distribuito per promuovere Ratchet & Clank: Nexus.
Con la sincronizzazione con PlayStation Network i giocatori possono guadagnare Raritanium per l'aggiornamento di armi in Ratchet & Clank: Nexus.

## Trama
Durante un live di Polaris News Update, il presentatore comunica la misteriosa scomparsa dello scienziato Terachnoid Fleebar Snuttlebast, viene rivelato inoltre che è stato rapito dai gemelli del crimine Vendra e Neftin Prog, i probabili responsabili del furto avvenuto presso lo stabilimento delle Pollyx Industries.
Su Terachnos l'incrociatore del duo vola davanti a Ratchet tentando di colpirlo inutilmente. Comincia così un inseguimento sui grindrails attraverso alcune sezioni della città, interni degli edifici e sulla terra. Alla fine Ratchet riesce a catturare Vendra mentre soccorreva alcuni Terachnoids sulla strada.

## Modalità di gioco
Ratchet & Clank: Before the Nexus è un infinite runner in cui il giocatore deve controllare Ratchet su tre corsie. Durante la partita il giocatore deve evitare ostacoli, sconfiggere o schivare i nemici e raccogliere vari oggetti come bulloni e gadget.
I bolt eroici possono essere raccolti e usati per permettere al giocatore di continuare la partita nel caso in cui Ratchet venga stordito da un ostacolo o un nemico, invece di riavviare il livello. Per poter sparare è necessario avere munizioni che possono essere acquistate con i bulloni raccolti nel gioco. È inoltre possibile acquistare dal negozio armi, potenziamenti, gadget, armature e Raritanium.

## Informazioni tecniche
Il gioco è disponibile su iOS e Android. Su iOS è compatibile con iPhone, iPad e iPod touch con iOS 5.1 o versione successiva. È ottimizzato inoltre per iPhone 5. Occupa 60,6 MB di spazio.
Su Android è compatibile con i dispositivi con sistema operativo Android 2.2 e versioni successive e occupa invece 47 MB di spazio di archiviazione.

## Sviluppo
Il gioco è stato sviluppato da Darkside Game Studios e pubblicato da Sony Computer Entertainment America. La musica del gioco è stata realizzata da David Bergeaud mentre quella del Discotron da Brian DeLucente.

## Personaggi
- Ratchet
- Clank
- Apogee Talwyn
- L'Idraulico
- Neftin Prog
- Vendra Prog
- Capitano Qwark
- Smuggler
- Snuttleblast Fleebar (prima apparizione)
- Stonefield, Pietra (prima apparizione)

- Nefarious Trooper
  - Protoguard
- Tesladrone
- Thermosplitter
- Thug

## Equipaggiamento
Durante il gioco Ratchet potrà usufruire di:

### Gadgets
- Armatura Magnetizzata
- Moltiplicatore di Bolt
- Grind Scarponi
- Discotron
- Heli-Pack
- Hoverboots
- Jetpack
- Reflector
- Rift Inducer
- Tornado Launcher

### Veicoli
- M-classe Star Cruiser (prima apparizione)
- Taxi

### Armi
- Buzz Blades
- Constructo Pistol
- Constructo Shotgun
- Predator Launcher
- RYNOm  (prima apparizione)

### Armatura
- Armatura pesante
- Armatura in Holoflux
- Armatura leggera
- Armatura Nexus
- Indumenti classici della saga Future

## Pianeti
Il gioco è ambientato su un unico pianeta:
- Dimensione di Ratchet
  - Galassia Polaris
    - Sistema di Breegus
      - Settore di Vela
        - Pianeta Terachnos